# Vasco Giani
Vasco Giani (Pisa, 25 giugno 1896 – 26 dicembre 1962) è stato un calciatore italiano.

## Carriera
Difensore centrale, a volte adattato come mediano davanti alla difesa, sfiorò lo scudetto con il Pisa nella Prima Categoria 1920-1921, disputando diverse partite. Soprannominato da giovane "Il moro velenoso" in campo era piuttosto spigoloso in fase di non possesso, dotato inoltre di un notevole stacco aereo con cui anticipava di testa tutti gli avversari.
In totale nella sua carriera in nerazzurro giocò 85 partite, segnando un goal di testa (in seguito attribuito all’attaccante del Pisa Tornabuoni) nella finale regionale disputata contro il Livorno. Il Pisa si aggiudicò quindi la finalissima nazionale contro i campioni del Nord della Pro Vercelli, vinta poi da quest'ultimi.
Proprio a partire dalla stagione 1921-1922, a seguito della riforma dei campionati, vi fu l'istituzione della Prima Divisione a due gironi, e il Pisa fu inserito nel girone B. Per quattro anni la squadra guidata da Ging ottenne ottimi risultati, piazzandosi rispettivamente al terzo, quarto, sesto e quinto posto; questo grazie anche agli innesti di giocatori come Giovanni Moscardini, il portiere Dovichi e il difensore Vasco Giani. Sebbene il Pisa di quegli anni fosse una delle squadre più forti d'Italia, non ci fu mai il giusto spunto per vincere il girone.